# Юдельсон, Яков Борисович
Яков Борисович Юдельсон (род. 31 января 1937, Смоленск) — российский невропатолог, доктор медицинских наук, почётный профессор кафедры неврологии и психиатрии факультета повышения квалификации Смоленской государственной медицинской академии, заслуженный врач Российской Федерации.

## Биография
Яков Борисович Юдельсон родился в семье майора Бориса Борисовича Юдельсона (во время Великой Отечественной войны — заместителя командира дивизиона, заместителя командира по политчасти 303-го Гвардейского миномётного полка, затем директора Дома народного творчества в Смоленске).
- 1954 — окончил среднюю школу;
- 1954 — поступил в Смоленский медицинский институт.
- По окончании института работал психоневрологом в центральной районной больнице г. Рославля (Смоленская область).
- 1962 — поступил в клиническую ординатуру по специальности «нервные болезни».
- 1966 — защитил кандидатскую диссертацию «Электрофизиологическое исследование функции лицевого нерва при его поражении в клинике и эксперименте».
- 1979 — защитил докторскую диссертацию, тема: «Вторичная контрактура мимических мышц (патогенез, клиника, лечение)».
- Следующие 6 лет работал доцентом, далее — профессором кафедры нервных болезней;
- C 1985 по 2005 годы — возглавлял кафедру неврологии и психиатрии факультета усовершенствования врачей.

Главный редактор интернет-журнала «Головная боль»; входит в состав редакционных советов «Неврологического журнала», журнала «Нервы».

## Научная деятельность
Основные направления исследований:
- патология периферической нервной системы (в частности, изучение двигательных расстройств в области лица)
- разработка новых методов оптимизации диагностики, терапии и профилактики головной боли.

Подготовил 2 докторов и 10 кандидатов наук. Автор более 300 научных работ, в том числе 6 монографий — «Вторичная контрактура мимических мышц», «Лицевые гиперкинезы и дистонии», «Головная боль», «Нормативная неврология» и др.

### Избранные труды
- Вторичная контрактура мимических мышц.
- Лицевые гиперкинезы и дистонии. — Смоленская гос. мед. академия, 1997. — 190 с. — ISBN 5873490090, ISBN 9785873490097
- Головная боль: учебное пособие для врачей. — Смоленский гос. мед. ин-т, 1994. — 55 с. — ISBN 5873491119, ISBN 9785873491117
- Нормативная неврология.

## Награды
- Заслуженный врач Российской Федерации (2006)[3].
- Почётный работник высшего образования России[4]
- Медали:
  - «Ветеран труда»
  - «За заслуги в деле возрождения науки и экономики России».